# Клан Скрімжур

Герб вождів клану Скрімжур.

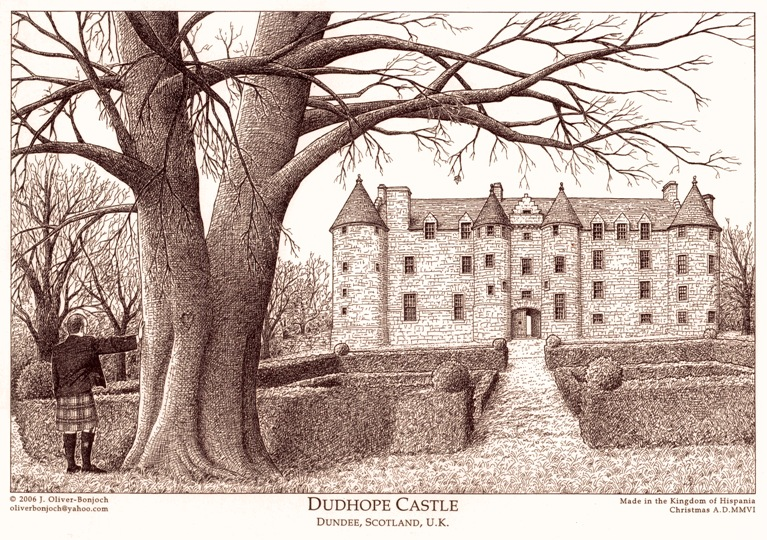
Замок Дунхоуп. Малюнок ХІХ століття.

Клан Скрімжур — (шотл. — Clan Scrymgeour) — один з кланів гірської Шотландії — Гайленду.
Гасло клану: Dissipate — Розсіювати (лат.)
Символ клану: гілка горобини
Землі клану: Файф
Вождь клану: Олександр Скрімжур — Мак Мік Ян (гельск. — Mac Mhic Iain) — ХІІ граф Данді.
Резиденція вождя клану: Замок Північний Біркхілл Купар (шотл. — Birkhill north of Cupar) у Файфі.
Історичні резиденції вождя клану: Замок Фінхарн (шотл. — Fincharn Castle), замок Дудхоуп (шотл. — Dudhope Castle)

## Історія клану Скрімжур

### Походження клану Скрімжур
Назва клану Скрімжур, ймовірно, походить від слова «skrymsher», що в давній англійській мові означало «фехтувальник». Клан Скрімжур був добре відомий в землях Файф задовго до того як вийшли на історичну арену графи Данді. Пізніше вожді клану стали констеблями, графами Данді і спадковими королівськими прапороносцями.
Ян Монкріф (шотл. — Iain Moncreiffe) в свій час заявив, що клан Скрімжур, ймовірно, походить від МакДуфа (шотл. — MacDuff) — графа Файф. Сам клан Скрімжур стверджував, що вони кельтського походження, їх предки були охоронцями священних мощів, можливо мощів святого Колумби.

### Війна за незалежність Шотландії
Під час воєн за незалежність Шотландії клан Скрімжур підтримував боротьбу за незалежність — спочатку Вільяма Воллеса, а потім Роберта Брюса — майбутнього короля вільної Шотландії. Вождем клану був тоді Олександр — син Коліна, онук Керна. Він був одним з перших вождів кланів хто підтримав Роберта Брюса. Пізніше вождь клану Скрімжур отримав грамоту від короля Роберта Брюса в якій були підтверджені його права на владу і землі, і підтверджувала права які раніше були надані клану Воллесом. Це єдиний історичний документ, де Брюс і Воллес згадуються разом. Але Олександр Скрімжур був схоплений англійцями і повішений у Ньюкаслі за накажом англійського короля Едуарда І у 1306 році. Його спадкоємцем став інший Олександрд Скрімжур, що у 1314 році брав участь у битві під Баннокберн.
У 1370 році великі площі земел в Аргайл перейшли до клану Скрімжур, коли Олександр Скрімжур одружився з Агнес, спадкоємицею Гілберта Глассері.

### XV та XVI століття— війни кланів
У XV столітті клан Скрімжур процвітав і сьомий констебль Данді придбав землі Дадхоуп (шотл. — Dudhope) в 1495 році. На цих землях клан збудував замок Дадхоуп, що був резиденцією вождів клану до 1668.
Клан мав землі також в Аргайлі — маєтки в цих землях управлялися із замку Фінхарн (шотл. — Fincharn). Джон Скрімжур Глассері здійснив похід з замку Фінхарн у 1513 році і взяв участь у битві під Флодден, де він отримав смертельне поранення. Гельська назва клану Мак Мік Ян (гельск. — Mac Mhic Iain). Одна з легенд стверджує, що замок Фінхарн був спалений розлюченим нареченим після того як вождь клану Мак Мік Ян спробував вкрасти його наречену.
У 1587 сер Джеймс Скрімжур отримав новий статут на свої маєтки біля Холіруду.

### XVII століття— громадянська війна на британських островах
Сер Джеймс Скрімжур (помер у 1612 році) був одним з комісарів відправлених в Данію щоб домовитися шлюб Джеймса VI, короля Шотландії та принцеси Анни. Він був також призначений як уповноважений вести переговори політичного союзу з Англією в 1604 році.
У 1617 наступником сера Джеймса став Джон Скрімжур. Він влаштував урочистий прийом королю Джеймсу VI в замку Дадхоуп (шотл. — Dudhope). У 1641 році йому було подаровано звання пера королем Англії Карлом I, як віконту Дадхоуп і барону Скрімжур з Інверкейтінга (шотл. — Inverkeithing).
Під час Громадянської війни віконт Дадхоуп був відправлений з армією шотландських ковенантерів, щоб допомогти парламенту Англії в боротьбі проти короля Карла I. Скрімжур отримав смертельне поранення в битві під Марстон-Мур у липні 1644 року. Його наступником і спадкоємцем став його син — Джон Скрімжур, що командував кавалерійським полком роялістів під керівництвом герцога Гамільтона в 1648 році і брав участь у битві при Вустері в 1651 році. Джон втік після поразки і вступив до армії генерала Міддлтона, що очолював армію шотландських горян (Хайленду), але був узятий у полон в 1654 році. Після реставрації монархії у 1660 році, Джон Скрімжур був нагороджений титулом граф Данді.

### Суперечки щодо посади вождя клану Скрімжур
Джон Скрімжур помер у 1668 році, не залишивши нащадків і його замки, маєтки і королівські резиденції були захоплені юридичо герцогом Лодердейлом. Герцог послав солдатів, щоб захопили всі документи і статути клану Скрімжур, а потім заявив, що не було ніякого законного спадкоємця і маєтки були передані в скарбницю королівства. Герцог потім отримав від короля титули й маєтки, які він потім передав своєму братові — лорду Хаттан. Пізніше маєтки перейшли до Джона Грема — І віконта Данді, що був убитий в битві під Кіллікранкі (шотл. — Killiecrankie) в 1689 році. Маєтки були конфісковані і передані клану Дуглас.
Після смерті графа маєтки мали би у власність Джону Скрімжур Кірктону (шотл. — Kirkton), що був правнуком п'ятого констебля Данді. До гілки Скрімжур Кірктон належав Девід Скрімжур — шериф Інвернесс, що одружився з Катериною — дочкою Олександра Веддербарна (шотл. — Wedderburn). Їх син узяв собі прізвище Скрімжур-Веддербарн і належав до клану Веддербарн. Але клан Веддербарн продовжував заявляти свої права на давні титули клану Скрімжур. Під час коронації Едуарда VII Генрі Скрімжур-Веддербарн тримав штандарт Шотландії. Його онук — Генрі Скрімжур-Веддербарн був визнаний одинадцятим графом Данді Палатою лордів. Олександр Скрімжур — ХІІ граф Данді -нинішній вождь клану Скрімжур.

## Септи клану Скрімжур
Scirmechour, Scrimgeour, Scrimger, Scrimiour, Scrymgeour, Scrymsour, Skrimagour, Skrimshire, Skymezour.